# 青山準二郎
青山 準二郎（あおやま じゅんじろう、嘉永6年9月3日〈1853年10月5日〉 - 没年不詳）は、明治時代に活躍した長老派系の日本基督教会の牧師。北海道の宣教で活躍した。

## 生涯

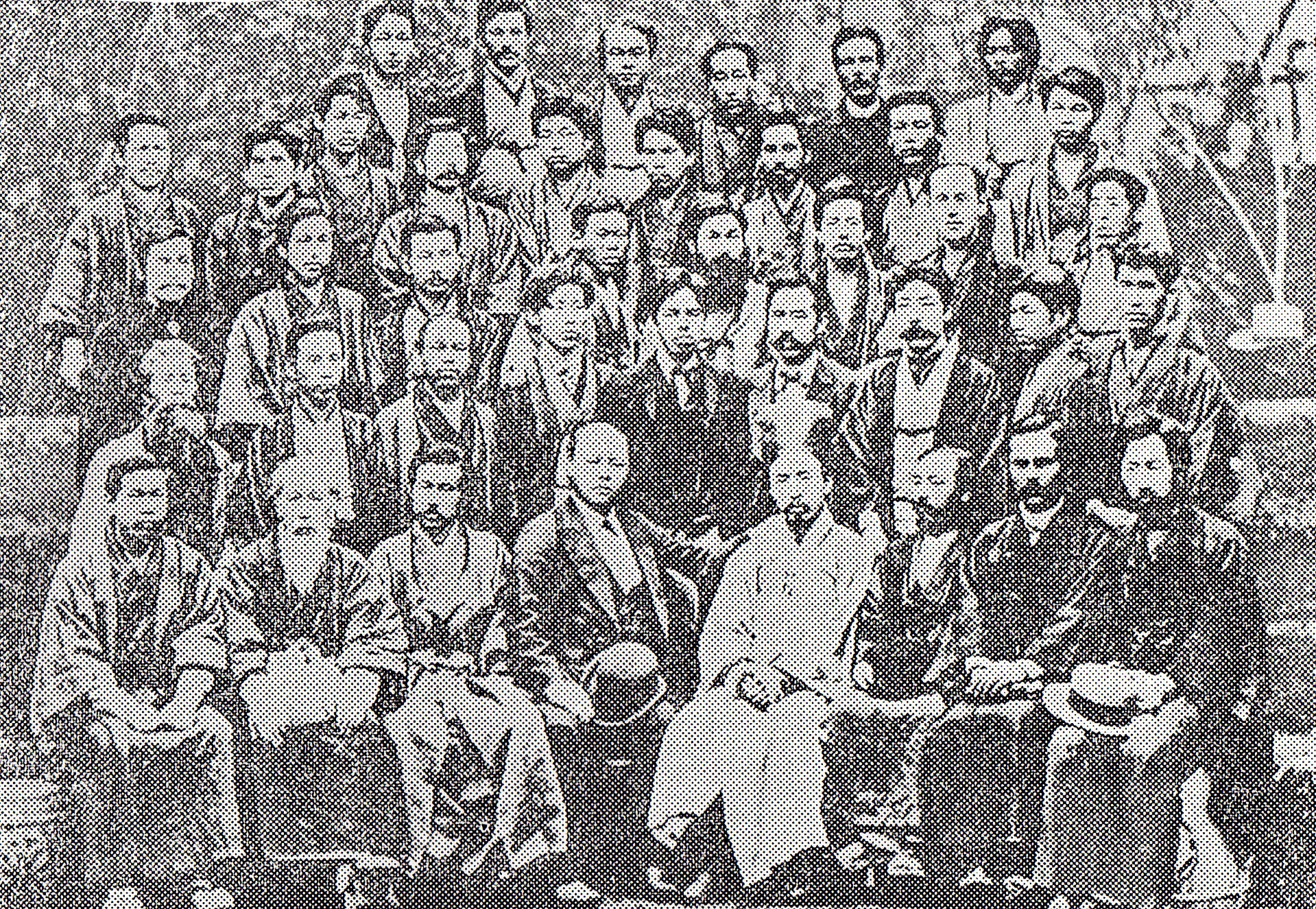
1883年第三回全国基督信徒大親睦会の幹部の記念写真、青山は前から3列目の右から5人目

越後国村上藩士中山湛斉の3男として生まれる。1878年（明治11年）エディンバラ医療宣教会宣教師T・A・パームと押川方義に出会いキリスト教に回心する。1880年（明治13年）3月にパームより洗礼を受ける。
パームの薫陶を受けて、伝道者になることを決心して、1883年（明治16年）に上京し、東京府築地の東京一致神学校に入学する。上京して間もない5月には第三回全国基督教信徒大親睦会に幹部として参加し、植村正久や内村鑑三と一緒に写真と取っている。
1886年（明治19年）より、津和野（現・島根県鹿足郡津和野町）、柳川（現・福岡県柳川市）で牧会をしたのち、1898年（明治31年）より北海道の滝川で伝道を始める。その結果滝川教会が設立される。
滝川では冬期学校を開校して、江部乙町（現・滝川市江部乙）、新十津川（現・新十津川町）、歌志内（現・空知郡歌志内町）、音江（現・深川市音江）などへ伝道し、1921年（大正10年）これまで無牧でしばしば応援して支えてきた樺戸郡浦臼村（現・浦臼町）の聖園教会の牧師に就任する。